# Château-d’Oex
Château-d’Oex (psáno také Château-d’Œx) je obec na jihozápadě Švýcarska, v okrese Riviera-Pays-d’Enhaut v kantonu Vaud. Žije zde přibližně 3 500 obyvatel.

## Geografie

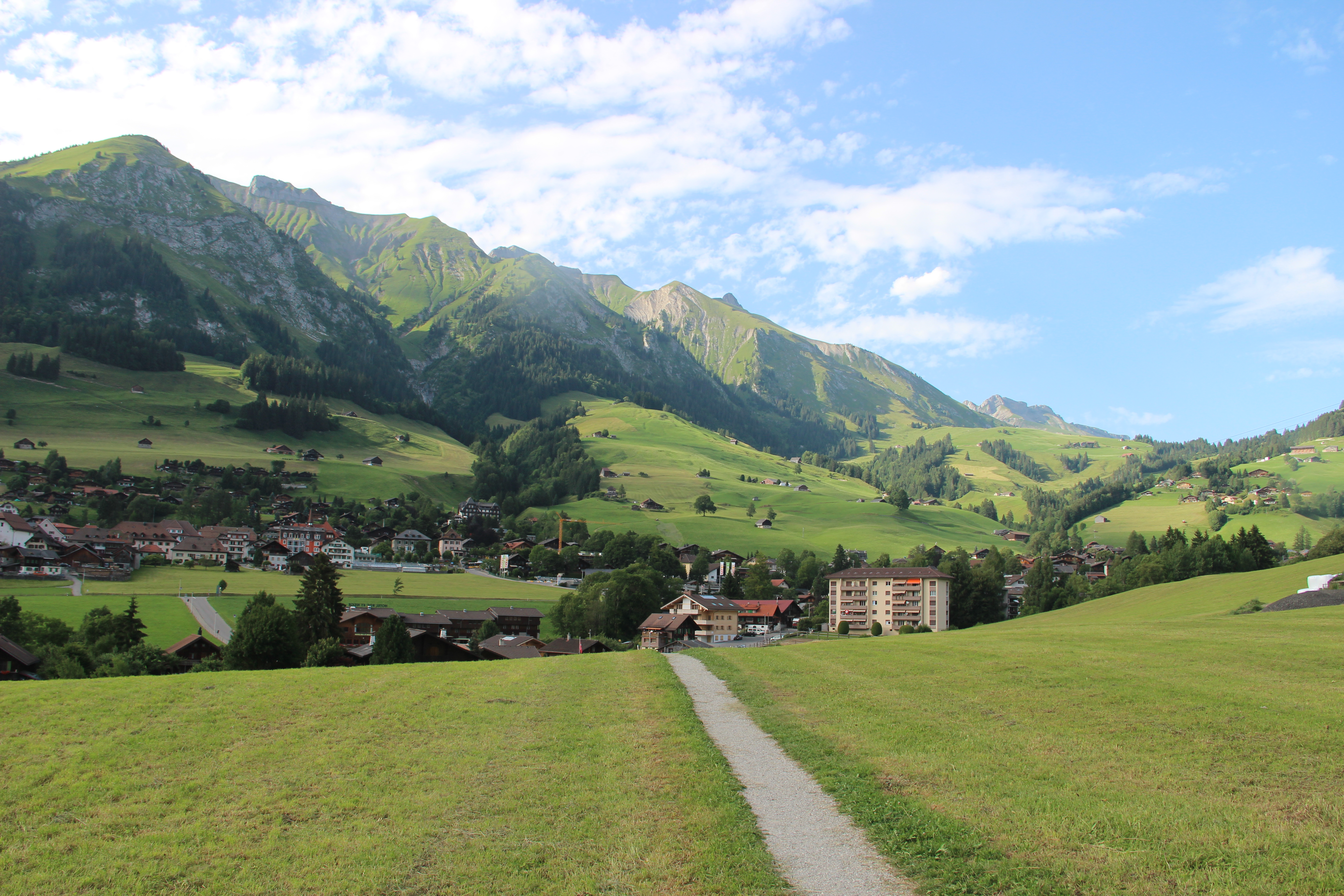
Panorama obce, v pozadí masiv Vanil Carré

Château-d’Oex leží v nadmořské výšce 958 metrů, vzdušnou čarou 22 km východně od hlavního města okresu, Vevey. Obec se nachází v rozšiřujícím se údolí Pays-d’Enhaut na terase podél potoka, mírně vyvýšená nad údolím řeky Sány (francouzsky Sarine) ve Vaudských Alpách.
Území obce o rozloze 113,8 km² zahrnuje část Vaudských Alp a centrální část Pays d’Enhaut. Řeka Sána protéká územím od východu k západu a u Château-d’Oex vytváří rozšířené údolí, do kterého se ze severu vlévá několik malých potoků a z jihu řeka Torneresse. Na západě probíhá hranice údolím La Chaudanne. Údolní kotlina Château-d’Oex je na severu ohraničena horskými svahy Pointe de Cray (2070 m n. m.), Vanil Carré (2197 m n. m.) a La Laitemaire (1678 m n. m.). Severovýchodně od Laitemaire se nachází údolí Ciernes Picat (hranici tvoří Ruisseau des Ciernes Picat), jehož západní křídlo včetně Pointe de Paray (2375 m n. m.) a Vanil Noir (2389 m n. m.) patří rovněž k Château-d’Oex.
Větší jižní část obce zahrnuje celé povodí řeky Torneresse s jejím přítokem Eau Froide. Krátce před vtokem do řeky Sány vytváří Torneresse hlubokou skalnatou soutěsku. Toto údolí je na východě ohraničeno horami Rocher du Midi (2097 m n. m.), Gummfluh (2458 m n. m.) a Wittenberghorn (2350 m n. m.). Jižní hranice vede po horském hřebeni mezi údolím Torneresse a údolím Les Ormonts. Nejvyššího bodu Château-d’Oex je na vrcholu Tarentum ve výšce 2548 metrů nad mořem.
Na jihozápadě zasahuje území obce přes průsmyk La Lécherette a masiv Monts Chevreuils (1749 m n. m.) do údolí Hongrin. Tato řeka je přehrazena a vytváří jezero Lac de l’Hongrin, jehož severní část leží na území obce Château-d'Oex. Na krajním jihozápadě se oblast rozprostírá až k výšinám Pointe d’Aveneyre, které jsou součástí pohoří Rochers de Naye. V roce 1997 tvořila 3 % rozlohy obce zastavěná plocha, 34 % lesy a lesní porosty, 45 % zemědělské plochy a přes 18 % neproduktivní půda.

## Historie

Letecký pohled (1964)

Opatství poblíž Château-d’Oex bylo přinejmenším sezónně osídleno již v pozdním paleolitu. Některé stopy byly nalezeny také z doby bronzové. Od doby římské bylo údolí kvůli chudé půdě a nedostatku ložisek železa osídleno velmi řídce, pravděpodobně však nebylo osídleno vůbec.
V 10. století dobyla hrabata z Gruyères oblast Pays-d’Enhaut a s nimi i osadu Château-d’Oex. Ta byla poprvé zmíněna v listině z roku 1040 pod názvem Castrum in Ogo. Další rané zmínky zahrnují ecclesie de Oiz (1115), Vido de Oit (1177), curatus de Oez (1185), castrum Doyz (1289), castellanum de Oye (1395) nebo poprvé v němčině ze Oesz (1397). Středolatinské castrum, castellum označuje v pomístních jménech hrad, opevněný dům, zříceninu nebo určitý terénní útvar; Oex pravděpodobně pochází buď z keltského *oukso-, uxo-, uxso-, „vysoký“, nebo z osobního jména, které již nelze určit.
Za hrabat z Gruyères tvořily Château-d’Oex a Rossinière od 11. století kastelánii. Hrad se nacházel na kopci, kde dnes stojí kostel. Byl zničen během válečných konfliktů ve 14. století. V roce 1403 uzavřeli obyvatelé Château-d’Oex proti odporu hrabat z Gruyères s Bernem smlouvu o hradních právech a následně se mohli účastnit bernských vojenských tažení. Oblast však zůstala pod svrchovaností Gruyères.
Když v roce 1554 zbankrotoval poslední hrabě z Gruyères, jeho věřitelé, státy Bern a Fribourg, si mezi sebou rozdělili majetek. Výsledkem bylo rozdělení horního saanského údolí: Pays-d’Enhaut a Saanenland připadly Bernu, zatímco Fribourg získal kontrolu nad regionem Gruyère. V roce 1555 zřídil Bern na svém území panství Saanen a okamžitě zde provedl reformaci.
Po pádu Staré konfederace zůstalo obyvatelstvo údolí zpočátku loajální Bernu. Francouzsky mluvící část bývalého okrsku Saanen byla helvétskou ústavou z roku 1798 začleněna do kantonu Léman, který byl v roce 1803 přijetím mediační ústavy sloučen s kantonem Vaud. Pays-d’Enhaut se v roce 1803 stalo okresem s hlavním městem Château-d’Oex.
Obec Château-d’Oex se stala obětí velkých požárů v letech 1664, 1741 a 1800. Původní dřevěné domy byly po požáru v roce 1800 přestavěny na kamenné. Ve druhé polovině 19. století objevili Château-d’Oex angličtí turisté a následně zažilo jako turistické letovisko hospodářský rozmach.
Od roku 2012 je obec součástí přírodního parku Gruyère Pays-d’Enhaut.

## Obyvatelstvo
| Rok            | 1803 | 1850 | 1900 | 1930 | 1950 | 1960 | 1970 | 1980 | 1990 | 2000 |
| Počet obyvatel | 2001 | 2054 | 3025 | 3840 | 3381 | 3378 | 3203 | 2872 | 3110 | 2949 |

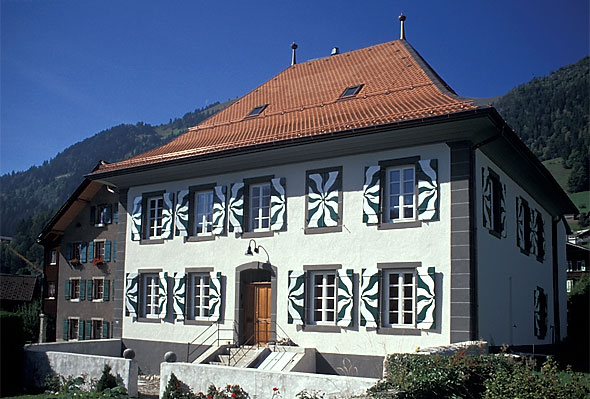
Tradiční architektura v obci

Z celkového počtu obyvatel je 88,5 % francouzsky mluvících, 3,6 % německy mluvících a 2,4 % anglicky mluvících (stav v roce 2000). Počet obyvatel Château-d’Oex prudce vzrostl zejména ve druhé polovině 19. století. Poté, co se počet obyvatel do roku 1930 dále zvýšil na 3 840, klesl do roku 1980 o více než 25 % v důsledku silného vystěhovalectví. Od té doby počet obyvatel opět mírně vzrostl.

## Hospodářství

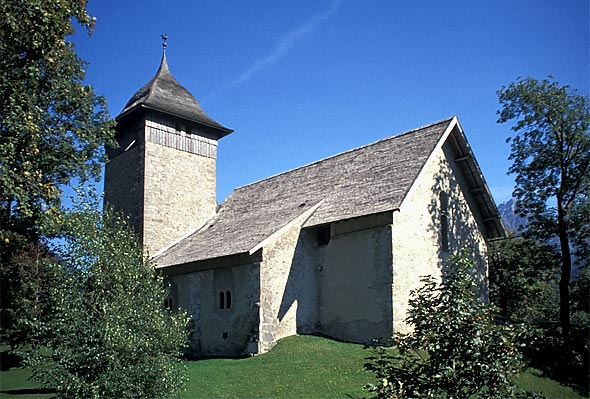
Kostel

Až do začátku 20. století bylo Château-d’Oex vesnicí, která se vyznačovala především zemědělstvím. V minulosti měla zvláštní význam výroba sýrů a chov skotu (simentálské plemeno). Protože v 19. století údolí několikrát postihla epidemie dobytka, obec zakázala průchod cizích stád. Kolem roku 1900 se obec začala rozvíjet jako rekreační středisko.
I dnes hraje v obživě obyvatelstva důležitou roli mlékárenství s výrobou sýrů a chov dobytka. Obec má rozsáhlé vysokohorské pastviny pro letní chov hospodářských zvířat. Lesy v oblasti Pays-d’Enhaut jsou využívány pro lesní hospodářství. Další pracovní příležitosti jsou k dispozici v místních drobných podnicích a ve službách. Kromě zboží každodenní potřeby je průmysl silně orientován na cestovní ruch. Je zde také několik pil, štěrkoven a místních řemesel (papírnictví, měditepectví, bednářství).
V Château-d’Oex se nachází také okresní nemocnice, která byla založena v roce 1926 na místě starého lazaretu. V roce 1979 byla nemocnice vybavena solárním ohřevem a rozšířena o domov důchodců a pečovatelskou službu. V Château-d’Oex se nachází také okresní škola s gymnáziem.

## Turismus

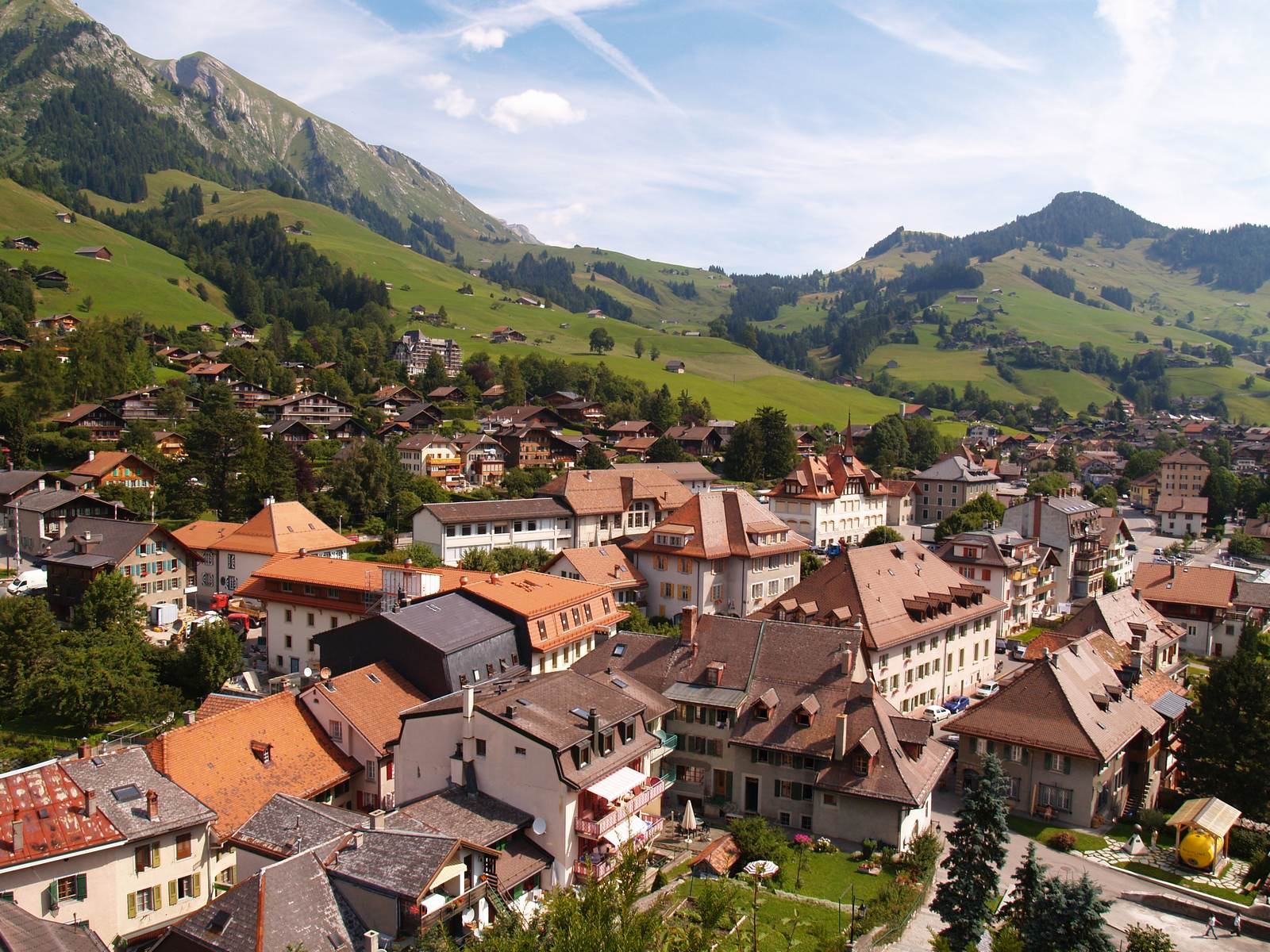
Pohled na obec

První turisté přišli do Château-d’Oex na konci 19. století. Skutečný hospodářský rozmach však nastal až s otevřením železnice v roce 1904, která umožnila přímé spojení Château-d’Oex s turistickým centrem Montreux. Díky tomu se Château-d’Oex stalo významným turistickým střediskem a bylo postaveno mnoho hotelů a rekreačních bytů. Tento rozmach se projevil i ve výrazném nárůstu počtu obyvatel obce v tomto období.
Od 30. let 20. století začal cestovní ruch upadat v důsledku celosvětové hospodářské krize a zastaralého hotelnictví. Rozvoj nových lyžařských středisek a obnova stávajících hotelů i výstavba nových přinesly od 50. let 20. století Château-d'Oex opět přízeň.
Dnes je Château-d’Oex moderní turistickou obcí, která se specializuje na letní i zimní turistiku. Na vyhlídku na západním úbočí Rocher du Midi vede lanovka (dva úseky). Alpská krajina v okolí Château-d’Oex je ideální pro dlouhé letní túry. V zimě jsou v provozu lyžařské vleky na severních svazích Rocher du Midi a Monts Chevreuils a v La Lécherette. Oblast La Lécherette je propojena s velkým lyžařským areálem Les Mosses.
Château-d’Oex nabízí řadu turistických atrakcí. Od roku 1979 se stal oblíbeným místem setkávání balonářů, kteří zde každoročně pořádají Mezinárodní týden horkovzdušných balonů. Právě odtud se v březnu 1999 vydal Bertrand Piccard na svůj let balónem kolem světa v balónu Breitling Orbiter III. Za příznivých povětrnostních podmínek se zde po celý rok nabízejí také lety pro cestující. Od roku 1922 se v obci nachází Musée du Vieux Pays-d’Enhaut, kde je vystavena sbírka papírových výstřižků.

## Doprava

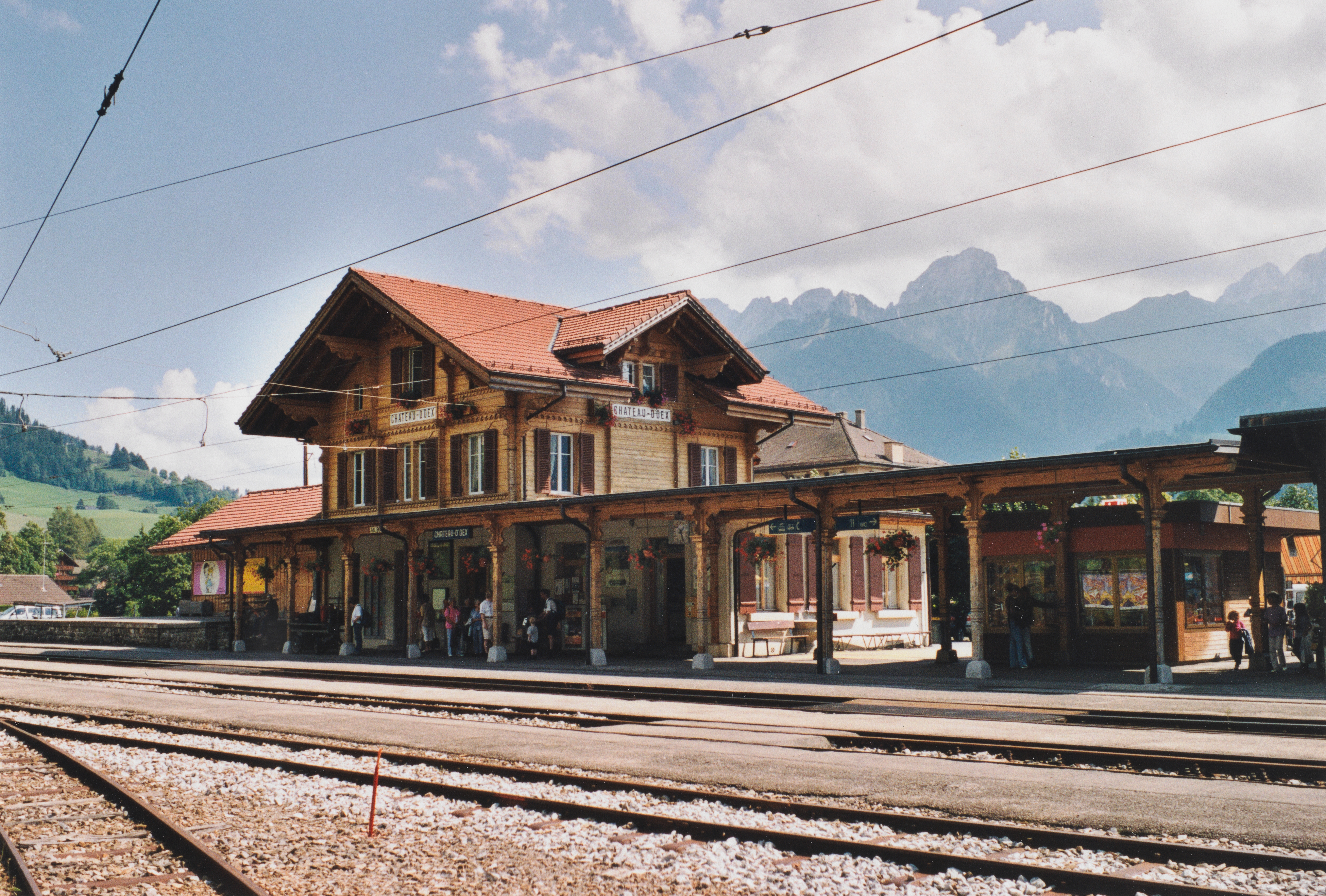
Železniční stanice

Obec leží na hlavní silnici č. 11, která vede z Aigle do průsmyku Col des Mosses a dále do Château-d’Oex a odtud do Saanenu a Zweisimmenu v oblasti Berner Oberland. Nejdůležitější přístupovou cestou do Château-d’Oex je hlavní silnice 190 z Bulle v kantonu Fribourg.
Dne 19. srpna 1904 byl otevřen úsek Montbovon – Château-d’Oex dráhy Montreux-Berner Oberland-Bahn (MOB, francouzsky Chemin de fer Montreux-Oberland bernois). Jen o několik měsíců později, 20. prosince 1904, bylo otevřeno také pokračování na východ do Gstaadu. Veřejnou dopravu zajišťuje také autobusová linka z Château-d’Oex na Col des Mosses.

## Osobnosti
- David Niven (1910–1983), britský herec, v obci žil a zemřel